# Diplatia alberticii
Diplatia alberticii là một loài thực vật có hoa trong họ Loranthaceae. Loài này được Tiegh. mô tả khoa học đầu tiên năm 1895.